# Сила воли (фильм)
«Сила воли» (англ. Race) — биографическая спортивная драма об афроамериканском спортсмене Джесси Оуэнсе, который выиграл рекордные четыре золотые медали на Летних Олимпийских играх 1936 в Берлине.
Съёмки начались 24 июля 2014 года в Монреале (Канада). «Focus Features», «Solofilms» и «Trinity Race» спродюсировали фильм. «Entertainment One» выпустили фильм в Канаде, «Focus Features» — в США 19 февраля 2016 года, «Eagle Pictures» — в Италии 31 марта и «SquareOne Entertainment» — в Германии 5 мая. Фильм был поддержан семьей Оуэнса и Фондом Джесси Оуэнса.

## Сюжет
Благодаря спортивному таланту, молодой чернокожий парень Джесси Оуэнс получает приглашение на учебу в Университете Огайо. Там его замечает тренер Ларри Снайдер. Спортсмен упорно тренируется на беговой дорожке и строит отношения со своей девушкой Рут. Скоро они становятся семьей. Пройдя через отборочные соревнования, через все трудности, в том числе связанные с расизмом, Джесси завоёвывает право выступить на Летних Олимпийских играх в Берлине. Оуэнс выигрывает 4 золотые медали в спринте и прыжках в длину. Он становится героем спорта и документальных фильмов Ленни Рифеншталь.

## В ролях
| Актёр               | Роль                    |
| ------------------- | ----------------------- |
| Стефан Джеймс       | Джесси Оуэнс            |
| Джейсон Судейкис    | Ларри Снайдер           |
| Джереми Айронс      | Эйвери Брэндедж         |
| Кэрис ван Хаутен    | Лени Рифеншталь         |
| Уильям Хёрт         | Джереми Махони          |
| Шанис Бэнтон        | Рут Соломон-Оуэнс       |
| Аманда Крю          | Пегги                   |
| Джереми Фердман     | Марти Гликман           |
| Барнаби Мечурат     | Йозеф Геббельс          |
| Шантель Райли       | Квинцелла               |
| Давид Кросс         | Луц Лонг                |
| Глинн Тёрмен        | Гарри Дэвис             |
| Джонатан Арис       | Артур Лилл              |
| Шамир Андерсон      | Айлас Пикок             |
| Тони Кёрран         | Лоусон Робертсон        |
| Николас Вудесон     | Фред Рубьен             |
| Джакомо Джианниотти | Сэм Столлер             |
| Элай Гори           | Дэйв Албриттон          |
| Энтони Шервуд       | преподобный Эрнест Холл |
| Джон Макларен       | Трент                   |
| Тим МакИннерни      | генерал Чарльз          |
| Адриан Цвикер       | Адольф Гитлер           |
| Джонатан Хиггинс    | Дин Кромвелл            |

## Производство

### Разработка
На роль Оуэнса изначально планировался Джон Бойега, но он пошёл сниматься в «Звёздные войны: Пробуждение силы», и тогда его заменили на Стефана Джеймса.

### Съемки
Съемки начались 24 июля 2014 года в Монреале и на Олимпийском стадионе в Берлине.

## Релиз
1 октября 2014 года «Focus Features» установили дату выпуска — 8 апреля 2016 года. 27 августа 2015 дата была смещена на 19 февраля 2016 года.

## Реакция

### Кассовая
«Сила воли» собрала 19,2 миллиона $ в Северной Америке и 5,9 миллионов $ на других территориях, что в общей сложности составило 25,1 миллионов $.

### Критика
На Rotten Tomatoes имеет рейтинг 61 %, основываясь на 133 отзывах. На сайте Metacritic фильм набрал 56 из 100 баллов, на основе 35 критиков.